# Hunting High and Low (a-ha)
Hunting High and Low è il primo album in studio del gruppo musicale norvegese a-ha, pubblicato nel 1985.

## Descrizione
L'album ha venduto 11 milioni copie in tutto il mondo.
Nel 2010 l'album è stato ristampato con l'aggiunta di ulteriori tracce e un secondo CD con demo e brani inediti.

## Tracce
Lato A
Testi e musiche di Pål Waaktaar, tranne dove indicato.
1. Take on Me (Waaktaar/Furuholmen/Harket) – 3:48
2. Train of Thought – 4:14
3. Hunting High and Low – 3:45
4. The Blue Sky – 2:36
5. Living a Boy's Adventure Tale (Waaktaar/Harket) – 5:00

Lato B
1. The Sun Always Shines on T.V. – 5:08
2. And You Tell Me – 1:51
3. Love Is Reason (Waaktaar/Furuholmen) – 3:04
4. I Dream Myself Alive (Waaktaar/Furuholmen) – 3:06
5. Here I Stand and Face the Rain – 4:30

### Ristampa del 2010
Disco 1
1. Take on Me – 3:48 (testo: (Waaktaar/Furuholmen/Harket))
2. Train of Thought – 4:14
3. Hunting High and Low – 3:45
4. The Blue Sky – 2:36
5. Living a Boy's Adventure Tale – 5:00 (testo: (Waaktaar/Harket))
6. The Sun Always Shines on T.V. – 5:08
7. And You Tell Me – 1:51
8. Love Is Reason – 3:04 (testo: (Waaktaar/Furuholmen))
9. I Dream Myself Alive – 3:06 (testo: (Waaktaar/Furuholmen))
10. Here I Stand and Face the Rain – 4:30
11. Take on Me (Original 1984 7" Version)
12. The Sun Always Shines on T.V." (Extended Mix)
13. Train of Thought" (U.S. Mix)
14. Hunting High and Low (Extended Remix)

Disco 2
1. Take on Me (demo) – 3:12
2. Train of Thought (demo) – 4:20
3. Hunting High and Low (demo) – 3:09
4. The Blue Sky (demo) – 3:16
5. Living a Boy's Adventure Tale (early version) – 5:15
6. The Sun Always Shines on T.V. (demo) – 4:08
7. And You Tell Me (demo) – 1:54
8. Love Is Reason (demo) – 2:23
9. I Dream Myself Alive (demo) – 3:04
10. Here I Stand and Face the Rain (demo) – 3:53
11. Stop! And Make Your Mind Up
12. Driftwood – 3:06
13. Dot the I – 3:21
14. The Love Goodbye – 3:25
15. Nothing to It – 3:42
16. Go to Sleep – 2:12
17. Monday Mourning – 3:06
18. All the Planes That Come In on the Quiet – 3:04
19. Never Never – 3:16
20. What's That You're Doing to Yourself – 2:39
21. You Have Grown Thoughtful Again – 2:29
22. "Lesson One" (Autumn 1982 "Take on Me" demo) – 2:42
23. Presenting Lily Mars – 2:28

## Formazione
- Morten Harket – voce
- Paul Waaktaar-Savoy – chitarra, basso, tastiere, programmazione, voce
- Magne Furuholmen – pianoforte, tastiere, programmazione, voce